# Freya Allanová
Freya Allanová (nepřechýleně Freya Allan; * 6. září 2001, Oxfordshire, Spojené království) je anglická herečka. Nejvíc známá je svou rolí princezny Cirilly z Cintry v seriálu Zaklínač.

## Život a vzdělání
Narodila se v Oxfordshire v Anglii a navštěvovala dívčí školu Headington v Oxfordu. Poté pokračovala ve svém uměleckém vzdělání na Národní filmové a televizní škole v Beaconsfieldu v Buckinghamshire, kde v rámci studia hrála ve dvou krátkých filmech Bluebird a The Christmas Tree. Ve studiu pokračovala na Univerzitě umění v Bournemouthu, kde si zahrála roli Lindy v krátkém filmu Captain Fierce.

## Kariéra
Menší roli hrála v první epizodě Války světů, dramatického seriálu BBC z roku 2019. Po boku herců Henryho Cavilla a Anyy Chalotry hraje roli princezny Cirilly (Ciri) v seriálu Zaklínač z produkce Netflixu. Jedná se o fantasy seriál vytvořený Lauren Schmidt Hissrichovou a inspirovaný knižní sérií Zaklínač polského spisovatele Andrzeje Sapkowského. Původně byla Freya obsazena do malé role v první epizodě, ale později byla obsazena do hlavní role Ciri. Když se seriál natáčel, žila osm měsíců v Budapešti.

## Filmografie

### Film
| Rok  | Titul               | Role                        | Poznámky    |
| ---- | ------------------- | --------------------------- | ----------- |
| 2017 | Modrý pták          | Danny                       | krátký film |
| 2017 | Vánoční strom       | dívka s vánočními stromečky | krátký film |
| 2017 | Kapitán Fierce      | Linda                       | krátký film |
| 2021 | Gunpowder Milkshake | mladá Sam                   |             |

### Televize
| Rok        | Titul             | Role           | Poznámky            |
| ---------- | ----------------- | -------------- | ------------------- |
| 2018       | Into the Badlands | mladá Minerva  | 1 epizoda           |
| 2019       | Válka světů       | Mary           | 1 epizoda           |
| 2019–dosud | Zaklínač          | Cirilla „Ciri“ | hlavní role         |
| 2020       | Třetí den         | Kali           | minisérie; 5 epizod |